# 圓葉風鈴草
圓葉風鈴草（學名：Campanula rotundifolia）為桔梗科風鈴草屬下的一個種，分佈北半球溫帶，生長在草地及歐石南荒地。多年生草本，高約30公分，珠形纖巧，莖及花梗細長。葉片為暗綠或藍綠的線形葉，先端漸尖，葉柄小或無，匍匐根著生有心型的基生葉。白色至深藍色的鐘形花有五枚尖端裂瓣，花初生直立，綻放後會彎垂。

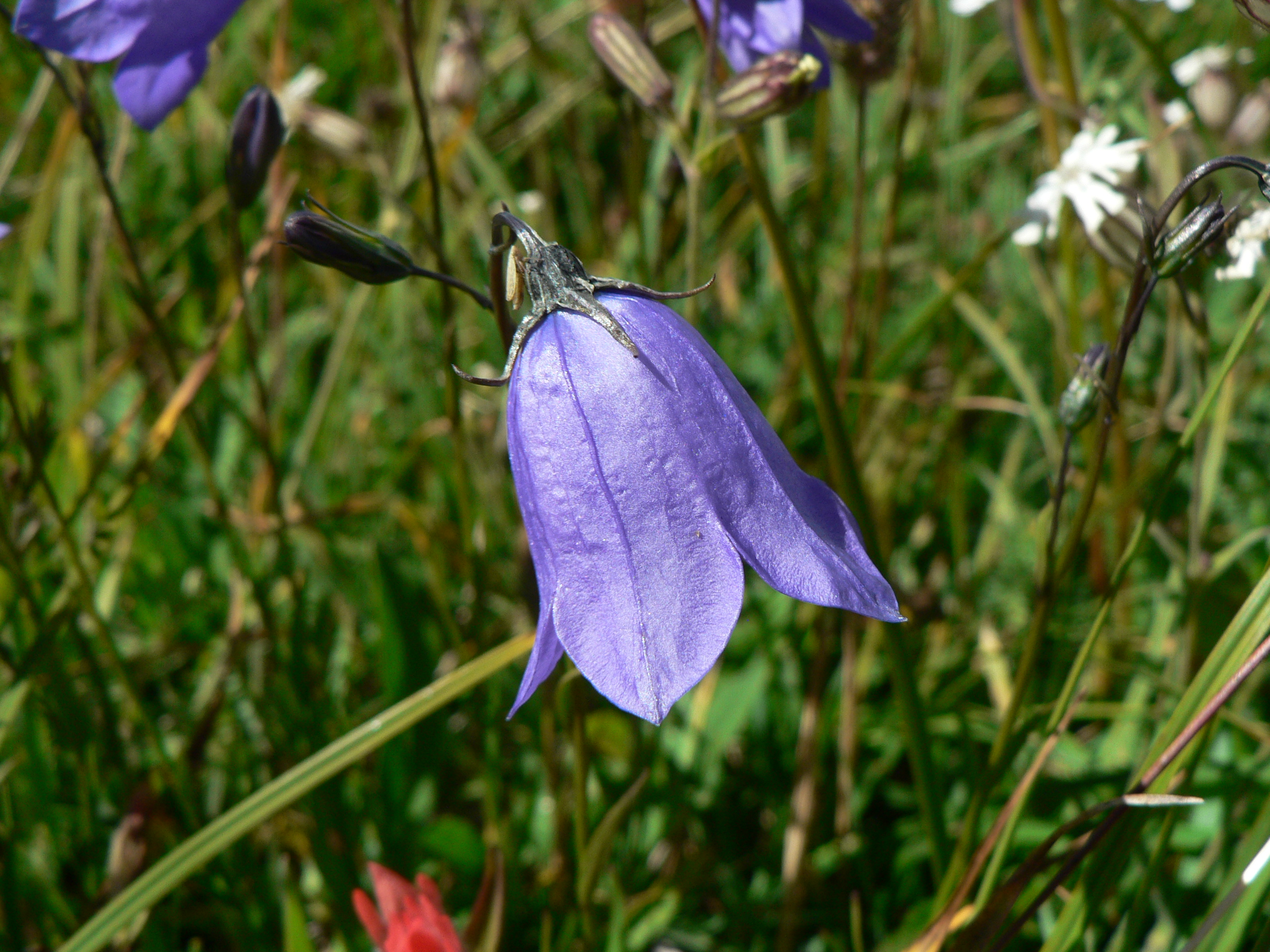
綻放後下垂的鐘形花

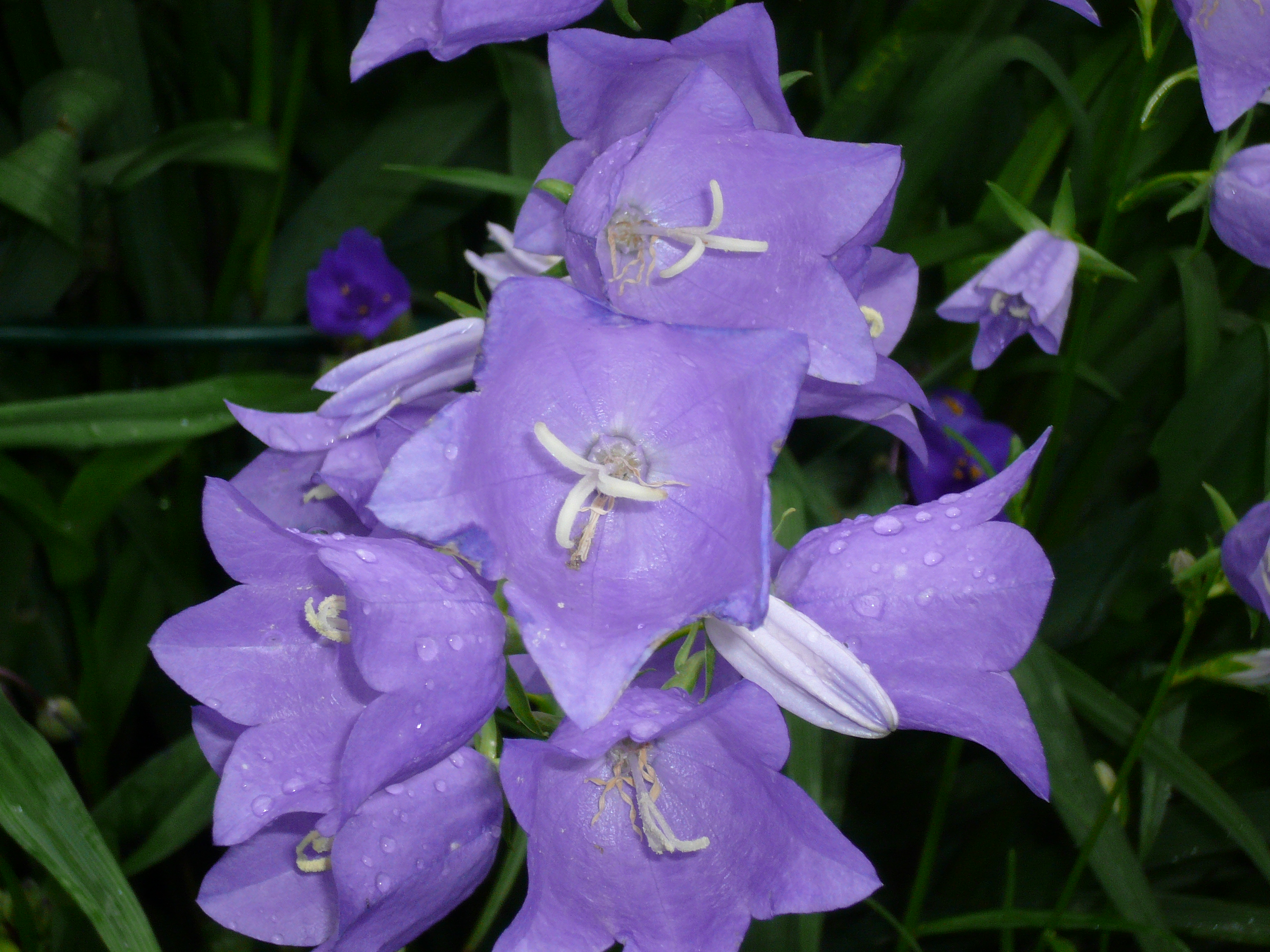
有五枚端尖花瓣

## 用途
加拿大土著以其根入藥，亞伯達省的克里人利用根外敷止血、消腫並促進傷口癒合。

## 文獻
1. ↑  世界藥用植物圖鑑 頁157，Lesley Bremness 著，貓頭鷹出版社 ISBN 978-986-7001-99-3

## 維基資源
维基共享资源上的相關多媒體資源：圓葉風鈴草
 維基物種上的相關：圓葉風鈴草